# BCL11B
Le BCL11B (pour « B-cell lymphoma/leukemia 11B ») est un facteur de transcription dont le gène est BCL11B situé sur le chromosome 14 humain.

## Rôles
Il augmente l'expression de l'interleukine 2, active le NF-κB. Il a un rôle de répresseur de la transcription en association avec le complexe NuRD.

## En médecine
La mutation du gène provoque une alymphocytose congénitale. 
Dans la leucémie aiguë lymphoblastique, une mutation du gène est fréquemment retrouvée.